# Рурк, Микки
Ми́кки Рурк (англ. Mickey Rourke; настоящее имя — Фи́липп Андре Рурк-младший; род. 16 сентября 1952, Скенектади, штат Нью-Йорк, США) — американский актёр и сценарист, бывший профессиональный боксёр. Лауреат премий «Золотой глобус» и BAFTA (2009). Номинант на премию «Оскар» (2009).
Актёрская карьера Микки Рурка началась ещё в 1979 году, но первая крупная роль досталась лишь в 1983 году, когда уже знаменитый кинорежиссёр Фрэнсис Форд Коппола предложил актёру роль Мотоциклиста в фильме «Бойцовая рыбка». Настоящее мировое признание пришло к актёру с выходом фильма «Девять с половиной недель», благодаря которому Рурк приобрёл титул секс-символа и прочно занял место в плеяде мировых кинозвёзд. После мирового признания Рурк сыграл одну из своих самых знаменитых ролей — частного детектива Гарри Эйнджела в детективном триллере Алана Паркера «Сердце Ангела».
Вершиной актёрского мастерства Рурка подавляющим большинством мировых кинокритиков была признана роль рестлера Рэнди «Барана» Робинсона в драме режиссёра Д. Аронофски «Рестлер» (2008). Заядлый приверженец системы Станиславского, актёр полностью перевоплотился в Рэнди, эта роль стала «воскрешением Микки Рурка как актёра» и его первой по-настоящему крупной ролью с 1991 года. За эту работу актёр удостоился множества престижных кинонаград.

## Биография

### Ранние годы
Филипп Андре Рурк-младший родился 16 сентября 1952 года в семье Анны и Филиппа Андре Рурка-старшего, в семье с ирландскими и французскими корнями, придерживающейся католической веры. Микки был старшим сыном в семье; помимо него также родились сын Джозеф (1954—2004, скончался от рака) и дочь Патрисия (Пэтти).
Отец — культурист-любитель, был поклонником бейсболиста Микки Мэнтла и стал называть Филиппа именем Микки.
Родители не ладили между собой и разошлись, когда Микки было шесть лет. Мать вместе с детьми уехала из Скенектади во Флориду, в Либерти-Сити — бедный пригород Майами, населённый преимущественно темнокожими. Она повторно вышла замуж за бывшего полицейского Джина Эддиса (Gene Addis), у которого было 5 детей. Отношения с отчимом, который требовал дисциплины и уважения, у Микки не сложились. Подросток не признавал никаких авторитетов. Микки начал проводить много времени на улице, общаясь с определённым контингентом людей, порой очень жестоких, среди которых были сутенёры, проститутки, наркодилеры. Позже Микки признавался: 

Мой отчим имел обыкновение отпускать мне подзатыльники по поводу и без повода, просто потому что ему так хотелось. Он был большой, очень большой и подлый. Он поднимал руку и на мою мать. Я ненавидел ублюдка за то, что он обижал её, за то, что она его боялась. Долгие годы я мечтал только о том, чтобы как-нибудь отомстить ему.
 Друзья показали ему место, где можно дать выход агрессии — боксёрский ринг. Микки стал завсегдатаем прославленного Боксёрского зала на 5-й улице Майами-Бич.
В 1971 году Рурк окончил Miami Beach Senior High School. Единственным предметом, по которому у него была хорошая оценка, стала физкультура. Остальные предметы Рурк не любил и учился плохо. Помимо учёбы он выступал за школьную сборную по бейсболу и посещал драматический класс легендарного преподавателя актёрского мастерства в Южной Флориде Джея Дженсена. Под его руководством в школе был поставлен спектакль «Змей», где у Рурка была небольшая роль.
Через некоторое время в Университете Майами один друг рассказал Микки о своей постановке пьесы Жана Жене «Высокий надзор». Рурк принял участие в спектакле и влюбился в актёрскую профессию.

### Начало актёрской карьеры
Долгое время Рурк работал на низкоквалифицированных и, соответственно, низкооплачиваемых работах. В частности, он рыл канавы для прокладки энергетических кабелей. Из-за жаркого климата рабочий день Рурка начинался в пять часов утра. В итоге Рурку это надоело, и он принял решение связать жизнь с криминальной деятельностью. До 1975 года он приторговывал наркотиками, но в ходе одной сделки завязалась перестрелка, в которой он едва уцелел. После этого Микки порвал с таким образом жизни.
Он занял у сестры 400 долларов и улетел в Нью-Йорк с идеей стать актёром. Примерно через год он смог поступить в Актёрскую студию Ли Страсберга. В эту же студию несколько раз безуспешно пробовали поступить гораздо более именитые в будущем актёры. Например, Дастин Хоффман поступил с восьмой попытки, а Джек Николсон — с пятой. Микки Рурк поступил с первого раза, став одним из пяти абитуриентов, принятых в тот набор, тем самым опередив несколько тысяч кандидатов.
Живя в захудалом отеле в Гринвич-Виллидж и довольствуясь случайными заработками — от уличного торговца чипсами с солью, чистильщика бассейнов до вышибалы в баре трансвеститов, Рурк тратил все доходы на оплату учёбы.

Тогда мне казалось, что я могу выжить на одних леденцах. Черт, так оно и было.
— Микки Рурк
В 1978 году Микки перебрался в Лос-Анджелес, однако никто не хотел снимать неизвестного молодого артиста. Первым его заметил Стивен Спилберг, пригласив актёра в фильм «1941» в качестве статиста. Затем последовали несколько эпизодических ролей (в фильмах «Врата рая» и «Уход в чёрное: В жизни как в кино»). Тогда же Рурк снялся в трех телефильмах, играя убийцу в «Городе в страхе» (1980); мотоциклиста, страдающего параличом нижних конечностей, который просит брата убить его в «Силе любви» (NBC, 1980), и даже исполнил главную роль в телевизионном фильме «Насилие и брак», где его партнёршей была молодая Линда Хэмилтон.
Однажды на репетицию актёрской студии пришёл режиссёр Лоуренс Кэздан — чуть позже он даст Рурку небольшую роль в своём фильме «Жар тела». Кэздан был потрясён игрой молодого актёра. Для Микки начиналась новая жизнь.
В Луизиане, в 1981 году на съёмках телефильма «Hardcase» Микки знакомится с начинающей актрисой Деброй Фойер; вскоре они поженились.

…Он был блестящим актёром. И я была им очарована. Он напомнил мне о моем герое Марлоне Брандо. Я была очень молода — я предполагаю, что мы были похожи на двух детей вместе.
— Дебра Фойер

В молодости я женился на Дебре Фойер. Она была танцовщицей. Я женился на первой же симпатичной девушке, с которой, как я тогда полагал, мне что-то светит. Я сразу дал ей понять, что не хочу жениться на актрисе, так что когда её менеджер стал подталкивать её к этому, я хлопнул дверью. Я старомодный парень. В отношениях главное — доверие, а если оно пропадает, то и остальное летит к чертям.
— Микки Рурк
По словам Рурка, впервые попав в Лос-Анджелес, он был «поражён тем, с чем столкнулся там», Голливуд оказался «большой паутиной, и, чтобы выжить в ней, необходимо играть в политические игры, делать нужные ходы».

### На пике славы
Микки Рурк — выдающийся актёр. Есть в его личности и таланте некий магнетизм, тайна…
— Фрэнсис Форд Коппола
Впервые Микки запомнился зрителям своей ролью Мотоциклиста в фильме 1983 года — «Бойцовая рыбка» (режиссёр Фрэнсис Форд Коппола). В фильме снялись в основном молодые актёры, в числе которых — Николас Кейдж, Мэтт Диллон. Хотя образ загадочного байкера-дальтоника ещё не сделал Рурка кинозвездой, его уже начали узнавать и доверять новые роли в кинокартинах. Позже Рурк вспоминал:

В 1983 году известный режиссёр Фрэнсис Форд Коппола задумал революционный эксперимент. Он решил сделать несколько фильмов с участием только молодых и никому ещё не известных актёров. Конкурс проводился по всей Америке. В итоге, среди отобранных оказался не только я, но и такие новички, как Том Круз, Патрик Суэйзи и Эмилио Эстевес. Все мы начинали в одно время и в одном месте — работая с Копполой.
Настоящий успех пришёл к Рурку через три года, после выхода культовых «9 1/2 недель». Фильм стал классикой жанра, а сам Микки прочно занял место в плеяде мировых кинозвёзд. Этот момент стал своеобразной точкой отсчёта для Рурка — его восхождением к славе и титулу признанного секс-символа. В течение последующих нескольких лет за Микки Рурком закрепилась репутация актёра, соглашающегося играть лишь в тех картинах, которые, по его мнению, подпадали под определение «настоящее кино» и соответствовали его личным моральным принципам. К таким картинам Рурк отнёс «Пьянь» (1987) и «Отходную молитву» (1987), но к этому же списку следует добавить ленту «Свой парень», снятую по сценарию Рурка, и историческую драму «Франциск» Лилианы Кавани.
В этот период Микки сыграл, по мнению ряда критиков, свою лучшую роль в кино — частного детектива Гарри Эйнджела в фильме «Сердце ангела». Партнёрами Рурка на съёмочной площадке стали Роберт Де Ниро и Шарлотта Рэмплинг. На исходе 1980-х Микки Рурк был одним из самых высокооплачиваемых актёров Голливуда: меньше миллиона долларов за фильм не принималось.
А в 1988 году Рурк даже не рассмотрел предложение Барри Левинсона сняться в его фильме «Человек дождя». Главную роль в итоге получил Том Круз. Фильм стал культовым, получил четыре «Оскара», два «Золотых глобуса» и множество других призов. В последующих интервью Рурк корил себя за недальновидность.

В детстве детства у меня не было. Второе детство наступило, когда я получил первый большой гонорар. Гулянка затянулась на десять лет — я пил, пил, пил, не слезая с любимого мотоцикла. И мотал заработанные деньги на штат ассистентов, телохранителей, бухгалтеров и парикмахеров.— Микки Рурк

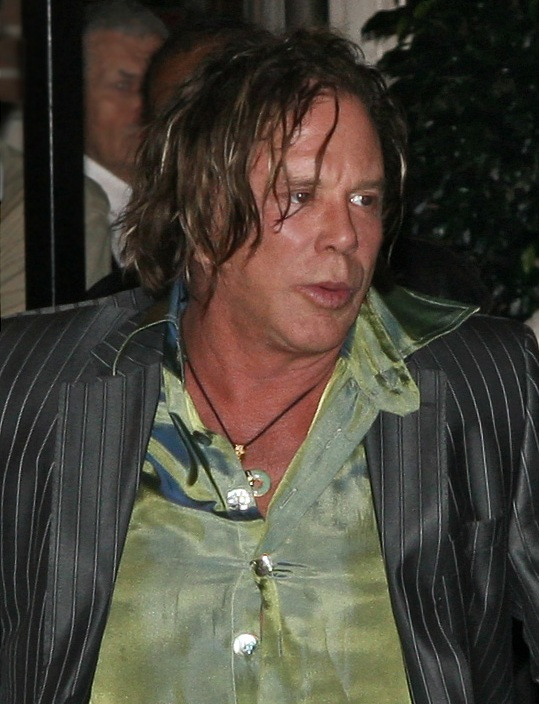
Микки Рурк в Торонто, 2008

В 1990 году Микки появился на экране в эротической мелодраме Залмана Кинга «Дикая орхидея» вместе с Кэрри Отис, которую лично выбрал для этой роли на кастинге, и на которой впоследствии женился, но этот союз двух эмоциональных людей не был долгим. Супруги часто ссорились. После каждой ссоры, обычно заканчивающейся побоями, Кэрри пыталась уйти из дома. Бросала в сумку первые попавшиеся вещи и, случалось, выбегала на улицу прямо босиком. Однако Микки всегда её возвращал. Впоследствии они разошлись, и Микки очень тяжело переживал разрыв с Отис. Однако в 1996 году бывшие супруги ненадолго воссоединились для съёмок в фильме «Выход в красное».
Ролью, которая как бы подытоживала самый славный период в кинокарьере Микки Рурка, стала работа в фильме «Пуля» 1996 года — в этой картине Микки предстал в образе, ему знакомом, ведь и у самого актёра были проблемы с наркотиками. Дальнейшая кинокарьера Микки развивалась не очень удачно — по-настоящему запоминающихся главных ролей он уже не получал, дал согласие на участие в «Других 9 1/2 неделях», однако вторая часть явно не тянула на сравнение с фильмом 1986 года.
Во второй половине 90-х Микки Рурк снимается во второсортных боевиках («Под огнём», «Кровавый четверг», «Закон мести»), а в первой половине 2000-х показывается лишь в редких эпизодах («Зверофабрика», «Жуки», «Обещание», «Убийство в чужом городе»). В 2003 году Роберт Родригес предпринял попытку вернуть Рурка на большой экран, пригласив его в свой фильм «Однажды в Мексике». Тогда же он снялся в фильме «Высший пилотаж», где играет «повара», изготавливающего наркотики. В 2005 году Микки Рурк отметился ролями в фильмах «Домино» и «Город грехов».

### Возвращение
По-настоящему громко Микки заявил о себе вновь в 2008 году, сыграв в фильме «Рестлер» роль Рэнди Робинсона по прозвищу The Ram («Баран» или «Таран»). Как признался сам актёр в интервью программе «Время», до этого он «десять лет сидел без работы» и «очень благодарен за предоставленный ему шанс». Режиссёр фильма Даррен Аронофски с трудом уговорил продюсеров взять Рурка на главную роль, при этом пригрозив скандально известному актёру, что если тот хоть немного ослушается его указаний, то вылетит со съёмочной площадки. Тем не менее, Аронофски и Рурк быстро нашли общий язык. Понимая, что актёр многое может привнести в роль из своего жизненного опыта, Аронофски разрешил Рурку переписать все слова его героя. Также для подготовки к фильму Рурк два месяца усиленно тренировался с отягощениями, а потом три месяца проходил курс обучения в школе рестлеров. Изначально относившийся к рестлингу презрительно, пройдя обучение, Рурк, по собственному признанию, «очень зауважал этих ребят».
Премьера фильма вызвала большой ажиотаж. «Рестлер» был номинирован на «Оскар», а Рурк удостоился другой премии — «Золотой глобус». «Рестлер» также дал Микки возможность поправить финансовые дела: 

 Распродавал всё, что купил в период звёздного прошлого. У меня была коллекция крутых мотоциклов, был особняк, машины… Я жил на двести долларов в неделю в маленькой комнате. Сегодня я должен кучу денег правительству, так как все эти годы не платил налоги. Так что мой гонорар за «Рестлера» в основном уйдёт на выплату долгов.

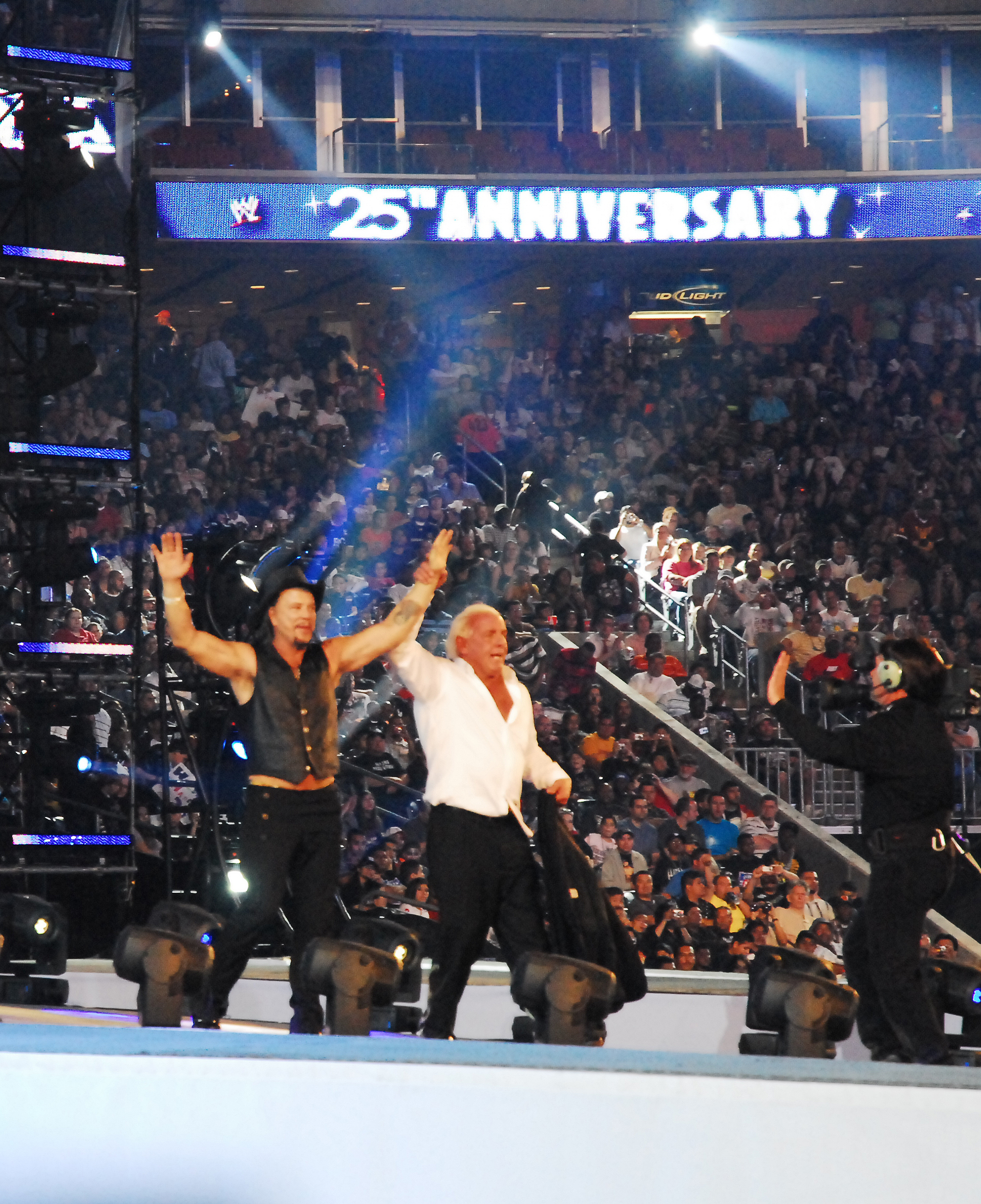
Микки вместе с Риком Флэром.

«Рестлер» снова вывел Микки в разряд популярных актёров, и Рурку стало поступать большое количество предложений. Хитами 2010 года стали сразу несколько фильмов, в которых он сыграл — «Железный человек 2», «Тринадцать», «Неудержимые». В 2011 году киноактер предстал в образе царя Гипериона, снявшись в фильме «Война богов: Бессмертные» (формат 3D). В 2012 году сыграл роль главного злодея Малика в боевике «Зной явы». Однако Рурк по-прежнему не любит вспоминать о фильме «9 с половиной недель» и считает, что лучшей своей роли ещё не сыграл.
В конце 2011 года актёр был удостоен одной из высших почестей в Голливуде, оставив отпечатки своих ладоней и обуви в цементе перед знаменитым Китайским театром Граумана в Лос-Анджелесе.
В 2015 году Микки Рурк снялся в фильмах «Торговля кожей», «Шальное ранение» и «Боевые свиньи». Игра актёра стала мишенью для критиков, а сами фильмы получились откровенно слабыми. Однако фильм «Эшби», в котором Микки Рурк сыграл главную роль отставного сотрудника ЦРУ, вызвал интерес у зрителей, главным образом, благодаря актёрскому обаянию Микки Рурка, и показал мастерство актёра, не испугавшегося сыграть роль подчёркнуто «пожилого человека».

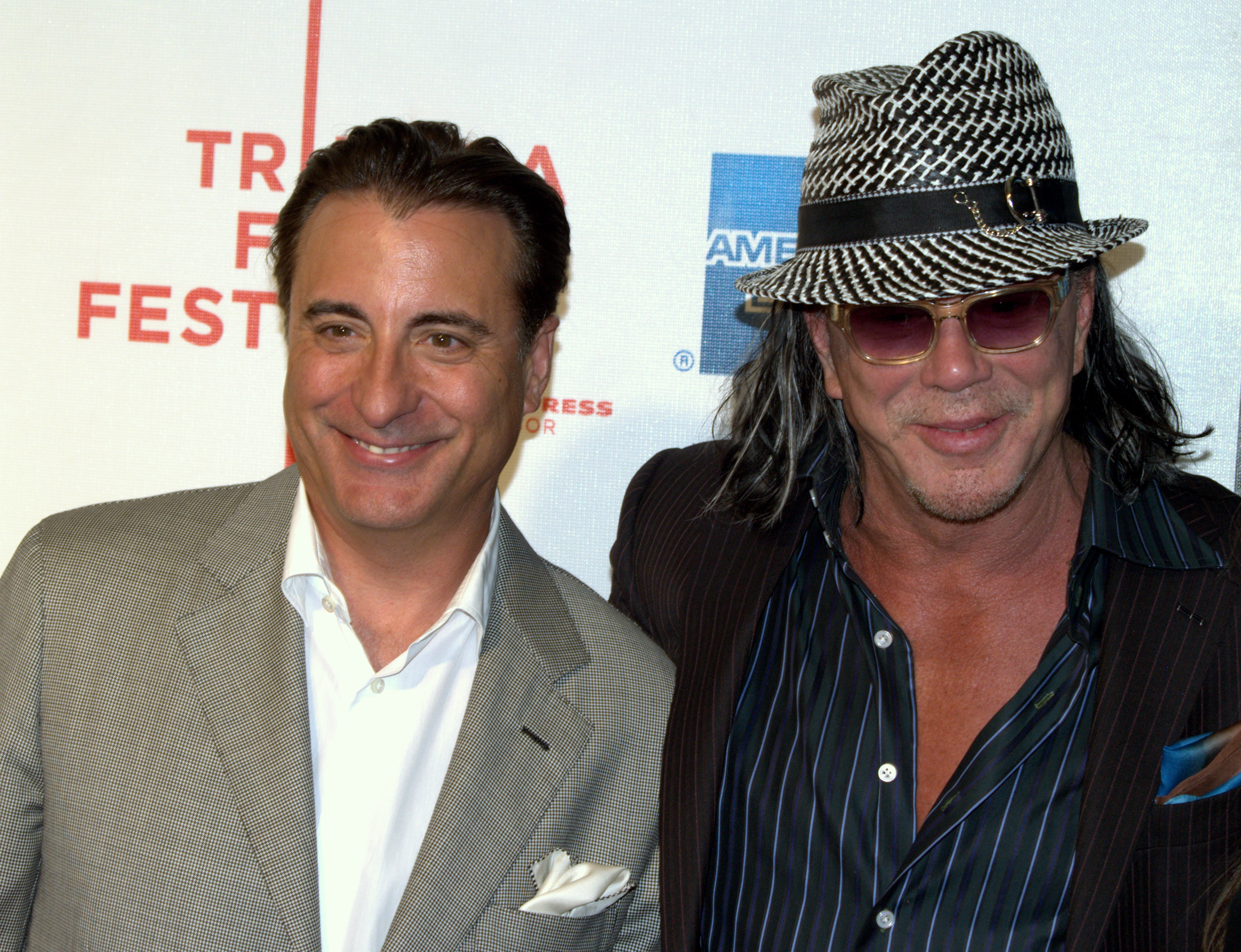
Микки Рурк и Энди Гарсиа, 2009 год

### Профессиональные поединки
Помимо ролей в кино Микки Рурк известен также как профессиональный боксёр. Впервые Микки начал заниматься боксом в 12 лет. Первым его тренером был, скорее всего, владелец тренировочного зала Билл Слейтон, который начал заниматься с юношей в середине 1960-х. Но затем Рурку пришлось оставить карьеру боксёра (высказываются версии о том, что Рурк получил сотрясение головного мозга либо пережил смерть друга-боксёра, который скончался у него на глазах после тяжёлого боя). Микки вернулся на ринг в начале 1990-х. В это время его наставниками были член известного байкерского клуба «Ангелы ада» Чак Зито, который некоторое время был личным телохранителем Рурка, а также бывший профессиональный боксер Фредди Роуч.
| Результат | Дата             | Место                        | Соперник         | Раунд | Метод                |
| --------- | ---------------- | ---------------------------- | ---------------- | ----- | -------------------- |
| Победа    | 1991, 23 мая     | Форт-Лодердейл, Флорида, США | Стив Пауэлл      | 4     | Единогласное решение |
| Ничья     | 1992, 25 апреля  | Майами-Бич, Флорида, США     | Франсиско Харрис | 4     | Решение большинства  |
| Победа    | 1992, 23 июня    | Токио, Япония                | Даррелл Миллер   | 1     | Нокаут               |
| Победа    | 1992, 12 декабря | Овьедо, Испания              | Терри Джесмер    | 4     | Решение судей        |
| Победа    | 1993, 30 марта   | Канзас-Сити, Миссури, США    | Том Бентли       | 1     | Технический нокаут   |
| Победа    | 1993, 24 июля    | Джоплин, Миссури, США        | Бубба Стоттс     | 3     | Технический нокаут   |
| Победа    | 1993, 20 ноября  | Гамбург, Германия            | Томас Маккой     | 3     | Технический нокаут   |
| Ничья     | 1994, 8 сентября | Дейви, Флорида, США          | Шон Гиббонс      | 4     | Решение большинства  |

С 1991 по 1994 годы в полутяжёлом весе Микки Рурк провёл 8 боёв, из них 6 побед и 2 ничьи. Все бои были 4-раундовыми. Ни одного известного соперника не было. Рурк проводил спарринги с такими известными боксёрами, как Джеймс Тони, Томми Моррисон и Джон Дэвид Джексон. В тот период Рурк уверял: 

Я выхожу на ринг, потому что борюсь с саморазрушением. Я не уважаю себя как актёра. Поэтому занимаюсь делом, которое у меня действительно получается хорошо.
 За свой первый бой Рурк получил гонорар всего в 250 долларов, но затем заработал около 1 миллиона и попал на обложку журнала «World Boxing Magazine». За восемь боёв (четыре победы нокаутом, две — решением и две ничьи) Рурк расплатился четырьмя сотрясениями мозга, раздробленной скулой, пять раз сломанным носом, в шести местах сломанной рукой, потерей чувствительности в пальцах и длительным нарушением координации. Травмы привели к тому, что Рурк принял решение покинуть профессиональный ринг, по его словам, остановившись в трёх-четырёх шагах от боя за титул чемпиона мира. Однако и в настоящее время актёр признаётся, что бокс — важная часть его жизни: 

 Бокс — очень красивый спорт, очень честный спорт. Не знаю, почему все так драматизируют… Бокс не допускает ошибок. Бокс — серьёзная часть моей жизни. Он научил меня и уважению, и настойчивости, и терпению, и концентрации. Всему, что я теперь использую на площадке.

### Выставочные поединки
| Результат | Дата            | Место                                  | Соперник      | Раунд | Метод  |
| --------- | --------------- | -------------------------------------- | ------------- | ----- | ------ |
| Победа    | 2014, 28 ноября | Москва Лужники (дворец спорта), Россия | Эллиот Сеймур | 2     | Нокаут |

29-летний американский боксер Эллиот Сеймур, которого Рурк отправил в нокаут на московском ринге, оказался бездомным.

### Реслинг
В 2009 году на Рестлмания XXV победил чемпиона по рестлингу Криса Джерико.

### Пластические операции
По свидетельству самого актёра, после занятий профессиональным боксом он пережил множество травм. Ему потребовалось обратиться к хирургу, но последний неудачно провёл серию операций, после чего у Микки Рурка было несколько обезображено лицо. В частности, для восстановления носа ему пересадили ушной хрящ.

Меня страшно угнетает мысль, что я потерял свою внешность. Я расстраиваюсь, когда вижу себя в своих старых фильмах. Я был гораздо более привлекательным, это ужасно. Отвратительно видеть то, как ты становишься хуже.— Микки Рурк
11 октября 2012 года Микки была сделана круговая пластика лица, призванная вернуть былую внешность актёра. В ходе операции были исправлены неудачи пластики 2008 года. Рурк перенёс хирургическое вмешательство хорошо и даже выложил в сеть свои фото, сделанные спустя несколько часов после операции. В 2015 году Рурк перенёс очередную пластическую операцию, которая сильно изменила его внешность.

### Личная жизнь
Дважды женат и дважды разведён. Состоял в браке с
- Дебра Фойер (1981—1989 годы);[42][43]
- Кэрри Отис (1992—1998 годы)[44].

## Фильмография

### Актёр
| Год  |     | Русское название                                    | Оригинальное название                | Роль                                            |
| ---- | --- | --------------------------------------------------- | ------------------------------------ | ----------------------------------------------- |
| 1976 | ф   | Любовь в Хэмптоне                                   | Love in the Hamptons                 | Свиди                                           |
| 1979 | ф   | 1941                                                | 1941                                 | Рис                                             |
| 1980 | ф   | Врата рая                                           | Heaven's Gate                        | Ник Рэй                                         |
| 1980 | тф  | Город в страхе                                      | City in Fear                         | Тони Пейт                                       |
| 1980 | тф  | Сила любви                                          | Act of Love                          | Джозеф                                          |
| 1980 | ф   | Затемнение                                          | Fade to Black                        | Ричи                                            |
| 1980 | тф  | Насилие и брак                                      | Rape and Marriage: The Rideout Case  | Джон Ридеоут                                    |
| 1981 | ф   | Жар тела                                            | Body Heat                            | Тедди Льюис                                     |
| 1982 | ф   | Забегаловка                                         | Diner                                | Роберт Шефтелл                                  |
| 1983 | ф   | Бойцовая рыбка                                      | Rumble Fish                          | мотоциклист                                     |
| 1984 | ф   | Папа Гринвич-Виллидж                                | The Pope of Greenwich Village        | Чарли Моран                                     |
| 1984 | ф   | Эврика                                              | Eureka                               | Аурелио                                         |
| 1985 | ф   | Год дракона                                         | Year of the Dragon                   | Стэнли Уайт                                     |
| 1986 | ф   | Девять с половиной недель                           | Nine 1/2 Weeks                       | Джон                                            |
| 1987 | ф   | Сердце Ангела                                       | Angel Heart                          | Гарри Эйнджел                                   |
| 1987 | ф   | Отходная молитва                                    | A Prayer for the Dying               | Мартин Фэллон                                   |
| 1987 | ф   | Пьянь                                               | Barfly                               | Генри Чинаски                                   |
| 1988 | ф   | Простак                                             | Homeboy                              | Джонни Уолкер                                   |
| 1989 | ф   | Красавчик Джонни                                    | Johnny Handsome                      | Джонни                                          |
| 1989 | ф   | Франциск                                            | Francesco                            | Франциск Ассизский                              |
| 1990 | ф   | Дикая орхидея                                       | Wild Orchid                          | Джеймс Уиллер                                   |
| 1990 | ф   | Часы отчаяния                                       | Desperate Hours                      | Майкл Босвоурт                                  |
| 1991 | ф   | Харли Дэвидсон и Ковбой Мальборо                    | Harley Davidson and the Marlboro Man | Харли Дэвидсон                                  |
| 1992 | ф   | Белые пески                                         | White Sands                          | Горман Леннокс                                  |
| 1993 | тф  | Последний изгой                                     | The Last Outlaw                      | Грэфф                                           |
| 1994 | ф   | Последний ковбой                                    | F.T.W.                               | Фрэнк Ти Уэллс                                  |
| 1995 | ф   | Время падения                                       | Fall Time                            | Флоренс                                         |
| 1996 | в   | Выход в красное                                     | Exit in Red                          | Эд Олтмен                                       |
| 1996 | ф   | Пуля                                                | Bullet                               | Бутч «Пуля» Стейн                               |
| 1997 | ф   | Колония                                             | Double Team                          | Ставрос                                         |
| 1997 | в   | Любовь в Париже (Другие 9 1/2 недель)               | Another 9 1/2 Weeks                  | Джон                                            |
| 1997 | ф   | Благодетель                                         | The Rainmaker                        | боксёр Стоун                                    |
| 1998 | ф   | Баффало-66                                          | Buffalo '66                          | букмекер                                        |
| 1998 | тф  | Гуще, чем кровь                                     | Thicker Than Blood                   | Франк Лэркин                                    |
| 1998 | ф   | Кровавый четверг                                    | Thursday                             | Касаров                                         |
| 1998 | в   | Под огнём                                           | Point Blank                          | Руди Рэй                                        |
| 1998 | ф   | Тонкая красная линия                                | The Thin Red Line                    | вырезанная сцена                                |
| 1999 | в   | Похищение чемпиона                                  | Shergar                              | Гэвин О’Рурк                                    |
| 1999 | в   | Закон мести                                         | Out in Fifty                         | Джек Брекен                                     |
| 1999 | в   | Глазами убийцы                                      | Shades                               | Пол Салливан                                    |
| 2000 | ф   | Зверофабрика                                        | Animal Factory                       | Ян «Актриса»                                    |
| 2000 | ф   | Убрать Картера                                      | Get Carter                           | Сайрус Пайс                                     |
| 2001 | в   | Жуки                                                | They Crawl                           | Тини Фрейкс                                     |
| 2001 | ф   | Обещание                                            | The Pledge                           | Джим Олстад                                     |
| 2001 | в   | Убийство в чужом городе                             | Picture Claire                       | Эдди                                            |
| 2001 | кор | BMW напрокат                                        | The Follow                           | муж                                             |
| 2002 | ф   | Высший пилотаж                                      | Spun                                 | «повар» (The Cook)                              |
| 2003 | ф   | Шоу века                                            | Masked and Anonymous                 | Эдмунд                                          |
| 2003 | ф   | Однажды в Мексике                                   | Once Upon a Time in Mexico           | Билли                                           |
| 2004 | ф   | Гнев                                                | Man on Fire                          | Джордан                                         |
| 2005 | ф   | Город грехов                                        | Sin City                             | Марв                                            |
| 2005 | ф   | Домино                                              | Domino                               | Эд Мосби                                        |
| 2006 | ф   | Громобой                                            | Stormbreaker                         | Дариус Сэйл                                     |
| 2006 | ки  | True Crime: New York City                           | True Crime: New York City            | Терренс Хиггинс                                 |
| 2008 | ф   | Киллер                                              | Killshot                             | Арманд «Черный Дрозд» Дегас                     |
| 2008 | ф   | Рестлер                                             | The Wrestler                         | Рэнди «Баран» (тж. «Таран»)                     |
| 2009 | ф   | Информаторы                                         | The Informers                        | Питер                                           |
| 2010 | ф   | Железный человек 2                                  | Iron Man 2                           | Иван Ванко / Хлыст                              |
| 2010 | ф   | Неудержимые                                         | The Expendables                      | Тул                                             |
| 2010 | ф   | Тринадцать                                          | 13                                   | Джефферсон                                      |
| 2010 | ф   | Игры страсти                                        | Passion Play                         | Нейт Пул                                        |
| 2011 | ф   | Чёрное золото                                       | Black Gold                           | Крэйг Хадсон                                    |
| 2011 | ф   | Война богов: Бессмертные                            | Immortals                            | король Гиперион                                 |
| 2011 | в   | Курьер                                              | The Courier                          | Максвелл                                        |
| 2012 | ф   | Чёрный ноябрь                                       | Black November                       | Том Хадсон                                      |
| 2012 | в   | Зной Явы                                            | Java Heat                            | Малик                                           |
| 2013 | ф   | Мертвец из Тумстоуна                                | Dead in Tombstone                    | Люцифер / кузнец                                |
| 2014 | ф   | Город грехов 2: Женщина, ради которой стоит убивать | Sin City: A Dame to Kill For         | Марв                                            |
| 2015 | ф   | Эшби                                                | Ashby                                | Эшби Холт                                       |
| 2015 | ф   | Торговля кожей                                      | Skin Traffik                         | Вогель                                          |
| 2018 | ф   | Кинотеатр кошмаров                                  | Nightmare Cinema                     | киномеханик                                     |
| 2018 | ф   | Тигр                                                | Tiger                                | Фрэнк Донован                                   |
| 2018 | ф   | Берлин, я люблю тебя                                | Berlin, I Love You                   | Джим                                            |
| 2018 | ф   | Ночная прогулка                                     | Night Walk                           | Гари                                            |
| 2018 | ф   | Сын винодела                                        | The Winemaker’s Son                  | Сэл                                             |
| 2020 | ф   | Легионер: Беги или умри                             | Legionnaire’s Trail                  |                                                 |
| 2021 | ф   | Человек Божий                                       | Man of God                           | парализованный, исцелённый Нектарием            |
| 2022 | ф   | Охота на ведьм                                      | Warhunt                              |                                                 |
| 2023 | ф   | Слай Сталлоне                                       | Sly                                  | В роли самого себя, хроника, в титрах не указан |
| 2023 | ф   | Дворец                                              | The Palace                           | Билли Краш                                      |
| 2023 | ф   | Игра на выживание                                   | Hunt Club                            | Вирджил                                         |
| 2023 | ф   | Murder Motel                                        | Murder Motel                         | Dino                                            |
| 2023 | ф   | 21 рубин                                            | 21 Rubies                            | Микки Мандованис                                |
| 2024 | ф   | Джейд                                               | Jade                                 | Торк                                            |
| 2024 | ф   | Убийство в Холлоу Крик                              | Murder at Hollow Creek               | Руслан Петрович                                 |
| 2024 | ф   |                                                     | Not Another Church Movie             | Девил                                           |

### Сценарист
- 1996 — Пуля / Bullet
- 1994 — Последний ковбой / F.T.W.
- 1988 — Простак / Homeboy

## Награды
- Британское общество кинокритиков
  - 1983 — Лучший актёр второго плана — «Забегаловка».
- Национальное общество кинокритиков
  - 1983 — Лучший актёр второго плана — «Забегаловка».
- Сатурн
  - 2006 — Лучший актёр второго плана — «Город грехов».
- Золотой глобус
  - 2009 — Лучшая мужская роль в драме — «Рестлер».
- Приз Британской киноакадемии
  - 2009 — Лучшая мужская роль — «Рестлер».

### Номинации
- 1991 — Премия «Золотая малина» за худшую мужскую роль — «Часы отчаяния».
- 2009 — Премия «Оскар» за лучшую мужскую роль — «Рестлер»

## Факты

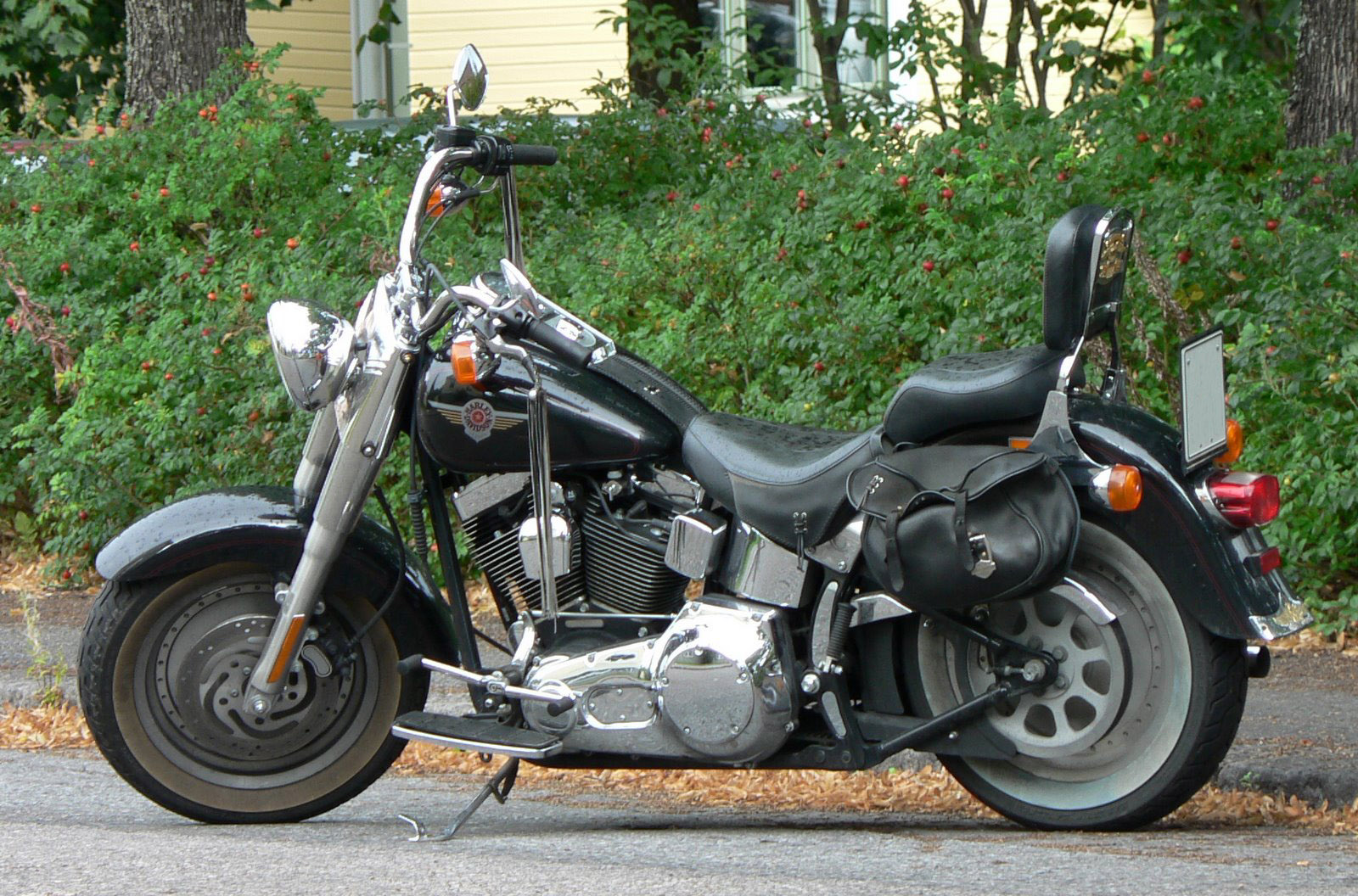
Рурк обожает мотоциклы и использует их во многих своих фильмах.

- В своё время отказался от участия в «Молчании ягнят» Джонатана Демми и роли боксёра Бутча в «Криминальном чтиве» Квентина Тарантино, доставшейся в итоге Брюсу Уиллису[46]. Микки Рурк рассматривался как потенциальный исполнитель роли Жака в фильме Люка Бессона «Голубая бездна»[47].
- В марте 2009 года Микки Рурк побывал в Москве в рамках промокампании фильма «Рестлер». Он посетил с экскурсией Бутырский следственный изолятор. Впечатления от посещения тюрьмы помогли актёру лучше вжиться в роль русского тяжеловеса Ивана по прозвищу «Хлыст» в продолжении фильма «Железный человек». Кроме того, он давал интервью программе «Время» на Первом канале, а также участвовал в шоу «Прожекторперисхилтон» (выпуск 14.03.2009).
- В апреле 2010 года намеревался вступить в брак с 24-летней моделью из России Еленой Кулецкой, с которой он познакомился в Москве[48].